# 장커신 (스키 선수)
장커신(중국어 간체자: 张可欣, 정체자: 張可欣, 병음: Zhāng Kěxīn, 한자음: 장가흔, 2002년 6월 5일~)은 중화인민공화국의 프리스타일 스키 선수로 주 종목은 하프파이프이다. 2022년 동계 올림픽에 중국 국가대표로 참가했다.